# ASPTT Strasbourg volley-ball
L'ASPTT Strasbourg volley-ball est un club de volley-ball basé à Strasbourg, section du club omnisports ASPTT Strasbourg. Le club a évolué entre 1995 et 2000 en Pro A. Depuis 2012, la section n'évolue plus qu'en loisir.

## Historique
- 1963 : Création de la section volley-ball de l'ASPTT Strasbourg.
- 1993 : Le club accède à la Nationale 1B
- 1995 : Le club est vice-champion de France de Nationale 1B et accède à la Nationale 1A (future Pro A)
- 2000 : fin de l'aventure en Pro A, le club est rétrogradé en Nationale 3
- 2011 : Rétrogradation en championnat d’Alsace
- 2012 : seule la section loisir subsiste.

## Pro A  -  Effectif  1995-1996
Entraîneur :  Jean Marc Hug
| Nom                  | Taille | Nationalité | Poste |
| -------------------- | ------ | ----------- | ----- |
| Faustas Gasiunas     | 1,90 m | Lituanie    | P     |
| Romualdas Misevicius | 1,95 m | Lituanie    | A     |
| Philippe Jungling    | 1,98 m | France      | C     |
| Jean Luc Schmitt     | 1,95 m | France      | R/A   |
| Fabrice Giraudet     | 1,92 m | France      | R/A   |
| Francois Marsat      | 1,96 m | France      | C     |
| Guy Horala           | 1,92 m | France      | C     |
| Philippe Nagels      | 1,89 m | France      | L     |
| Philippe Dulieu      | 1,85 m | France      | R/A   |
|                      |        |             |       |
|                      |        |             |       |

## Pro  A  -  Effectif 1996-1997
Entraîneur :  Jean Marc Hug
| Nom                  | Taille | Nationalité | Poste |
| -------------------- | ------ | ----------- | ----- |
| Marian Migra         | 1,93 m | Slovaquie   | P     |
| Philippe Jungling    | 1,99 m | France      | C     |
| Romualdas Misevicius | 1,95 m | Lituanie    | A     |
| Lucas Moretti        | 1,90 m | Italie      | R/A   |
| Tero Viitanen        | 1,98 m | Finlande    | C     |
| Jean Luc Schmitt     | 1,95 m | France      | R/A   |
| Guy Horala           | 1,92 m | France      | C     |
| Philippe Nagels      | 1,89 m | France      | L     |
| Manu Leroyer         |        | France      | P     |
| Frederic Delaye      | 1,89 m | France      | R/A   |
|                      |        |             |       |

## Pro A  -  Effectif  1997-1998
Entraîneur :  Jean Marc HUG  ent adjoint : Serge Humbrecht
| Nom               | Taille | Nationalité | Poste |
| ----------------- | ------ | ----------- | ----- |
| Viktor Sidelnikov | 1,91 m | Russie      | P     |
| Tuomas Sammelvuo  | 1.96 M | Finlande    | R/A   |
|                   |        |             |       |
| Tero Viitanen     | 1,98 m | Finlande    | C     |
| Philippe Jungling | 1,99 m | France      | C     |
| Ferdo Assignamey  | 1,82 m | France      | R/A   |
| Iulian Pislaru    | 1,94 m | Roumanie    | A     |
| Philippe Nagels   | 1,89 m | France      | L     |
| Guy Horala        | 1,92 m | France      | C     |
| Romain Claudel    | 1.91   | France      | R/A   |
| Leroyer Manu      | 1.92   | France      | P     |

## Pro A  -  Effectif  1998-1999
Entraîneur :  Jean Marc Biasio
| Nom               | Taille | Nationalité | Poste |
| ----------------- | ------ | ----------- | ----- |
| Doug J. Bruce     | 1.96 M | États-Unis  | P     |
| Mariusz Sordyl    | 2,00 m | Pologne     | A     |
| Tero Viitanen     | 1,98 m | Finlande    | C     |
| Yuriy Korovyansky | 1,94 m | Ukraine     | R/A   |
| Philippe Jungling | 1,99 m | France      | C     |
| Laurent Krafft    | 1,90 m | France      | R/A   |
| Philippe Nagels   | 1,89 m | France      | L     |
| Philippe Fuchs    | 1,88 m | France      | R/A   |
| Romain Claudel    | 1.91   | France      | R/A   |
| Manu Leroyer      | 1,92 m | France      | P     |

## Pro A  -  Effectif  1999-2000
Entraîneur :  Jean Marc Biasio
| Nom               | Taille | Nationalité | Poste |
| ----------------- | ------ | ----------- | ----- |
| Igor Zaytsev      | 1,92 m | Ukraine     | P     |
| Mariusz Sordyl    | 2,00 m | Pologne     | A     |
| Yuriy Korovyansky | 1,94 m | Ukraine     | R/A   |
| Philippe Jungling | 1,99 m | France      | C     |
| José Amet         | 1,96 m | France      | C     |
| Joël Pujols       | 1,97 m | France      | R/A   |
| Laurent Krafft    | 1,90 m | France      | R/A   |
| Philippe Nagels   | 1,89 m | France      | L     |
| Manu Leroyer      | 1,92 m | France      | P     |
|                   |        |             |       |